# メディ・ラセン
メディ・ラセン（مهدي لحسن, Mehdi Lacen, 1984年5月15日 - ）は、フランス・パリ出身のサッカー選手。ポジションはMF（センターハーフ・右サイドハーフ）。マラガCF所属。メフディ・ラセンとも表記される。

## クラブ経歴
フランスのパリに生まれ、2003年に下部リーグのスタッド・ラヴァルからプロデビューした。2004年にはASOAヴァランスに移籍して1シーズンプレーした。
2005年夏、スペインのデポルティーボ・アラベスに移籍し、10月15日のビジャレアルCF戦 (1-1) でデビューした。2005-06シーズンのアラベスは18位に終わり、セグンダ・ディビシオン（2部）降格となったが、ラセンはアラベスに残留した。2006-07,2007-08シーズンはクラブに不可欠な存在であり、3シーズンで86試合に出場したが得点はなかった。2008年8月15日、ラシン・サンタンデールと3年契約を結んだ。2008-09シーズンは同じく新加入のペテル・リュクサンとコンビを組み、常にレギュラーとしてプレーした。UEFAカップではグループリーグの3試合に出場したが、パリ・サンジェルマンFC戦ではペギー・リュインドゥラのタックルからマテヤ・ケジュマンにボールを奪取され、先制点を決められた。2009-10シーズンもラセンのポジションは揺るがず、16位に終わったクラブで3得点を挙げた。
2011年2月25日、ラシンとの契約満了前にヘタフェCFと仮契約を結んだ。5月25日、ヘタフェCFと正式に4年契約を結んだ。2015-16シーズンにクラブは降格したが、翌2016-17シーズンには昇格プレーオフを勝ち抜き1シーズンでのトップリーグ復帰に貢献。しかし翌2017-18シーズンには出場機会を失い、2018年1月に契約を解消した。
2018年2月3日、マラガCFへ自由移籍で加入。

## 代表経歴
フランス生まれであるが、両親の母国であるアルジェリア代表やイタリア代表も選択することができた。2006年にガボンとの親善試合のためにジャン＝ミシェル・カヴァリ監督によってアルジェリア代表に招集されたが、政治的な問題のために出場することができなかった。2009年7月26日、ラセンはアルジェリア代表としてプレーすることを表明した。同年12月12日、アルジェリアサッカー連盟のモハメド・ラウラウア会長はラセンがアフリカネイションズカップ2010のメンバーに招集される可能性があるとしたが、会長の発表の5日後、Rabah Saadane監督は、妻の妊娠のためにラセンがネイションズカップには参加しないと発表した。2010年2月12日、ラシン・サンタンデールの公式サイトは、来るセルビア代表との親善試合でのラセンのアルジェリア代表デビューが近づいているとした。3月3日、ラセンはセルビア戦 (0-3) でついにアルジェリア代表デビューした。
2010年6月4日、2010 FIFAワールドカップ本大会に出場するメンバーに選出された。センターハーフのポジションでハッサン・イェブダとコンビを組んでグループリーグ3試合すべてにフル出場したものの、得点力を欠いたアルジェリアは1分け2敗のグループ最下位に終わり、グループリーグ敗退に終わった。

## 家族
父親はアルジェリア人であり、母親はイタリア人である。弟のミシェルもまたサッカー選手であり、FCヴェルサイユなどでプレーしている。また、キャリアの大半をスペインで過ごしている。

## 所属クラブ
- スタッド・ラヴァル 2003-2004
- ASOAヴァランス（フランス語版） 2004-2005
- デポルティーボ・アラベス 2005-2008
- ラシン・サンタンデール 2008-2011
- ヘタフェCF 2011-2018
- マラガCF 2018-

## 代表歴

### 出場大会
- アルジェリア代表
  - 2010 FIFAワールドカップ
  - 2014 FIFAワールドカップ

### 試合数
- 国際Aマッチ 44試合 0得点（2010年-2015年）[15]

| アルジェリア代表 | 国際Aマッチ | 国際Aマッチ |
| 年               | 出場        | 得点        |
| ---------------- | ----------- | ----------- |
| 2010             | 8           | 0           |
| 2011             | 4           | 0           |
| 2012             | 7           | 0           |
| 2013             | 8           | 0           |
| 2014             | 12          | 0           |
| 2015             | 5           | 0           |
| 通算             | 44          | 0           |